# Исторически музей (Клисура)
Историческият музей в Клисура е сред Стоте национални туристически обекта на България и център на културно-просветния живот на града в продължение на десетилетия.Читалище Клисура
Помещава се във възпоменателната сграда „Читалище паметник-музей 20-априлъ 1876 г.“ (както е изписано на нейния вход), построена по повод 50-годишнината от Априлското въстание и открита на 2 май 1926 година. Средства за изграждането ѝ са събирани в продължение на 30 години от признателните клисурци и пръснатите из България техни съграждани.
Сред най-ценните експонати в експозицията на музея е запазената оригинална камбана, която известява началото на Априлското въстание на съдбоносния 20 април 1876 година – 2 часа след обявяването на въстанието в Копривщица. Гордост за музея е и запазеното автентично черешово топче. Музеят разполага с художествена сбирка от творби на бележити български художници, сред които Златю Бояджиев, Ненко Балкански, Дечко Узунов, Христо Станчев, Димитър Киров и други.
Към историческия музей, освен основната сграда, са включени още известните:
- Павурджиева къща. Изградена е в характерния за Възраждането стил; съчетава розопроизводството с етнографията и историята. В къщата е учреден първият таен революционен комитет за Четвърти революционен окръг със седалище в Пловдив. В двора на къщата се намира единствената запазена днес розоварна.
- Козинарова къща. Тя е била дом на семейството Козинарови. В нейния двор е възстановен кладенецът, в който в деня на потушаване на Априлското въстание майката Цана (Ана) се хвърля заедно със своите 4 невръстни деца, за да избегне поруганието от турците.
- Червенакова къща. Първата възстановена къща след опожаряването на града, в която са посрещнати руските освободители. На първия етаж има автентичен дюкян от началото на ХХ век. В къщата на 2-ия етаж е разположен „Музеят на картофите“.[2]

По заявка в Историческия музей може да се разгледат къщата на даскал Ботьо Петков и Етнографският музей.